# Prix d'État pour les arts visuels (Finlande)
Le Prix d'État pour les arts visuels (finnois : Kuvataiteen valtionpalkinto) est un prix culturel décerné depuis 1969 en Finlande.

## Présentation
En 2015, le montant du prix est de 13 500 euros.
Entre 1993 et 1998 on a décerné le prix Finlande. 
Depuis 1999, le Prix d'État pour les arts visuels est décerné chaque année.

## Lauréats
- 1969 : Mauno Hartman, Kari Jylhä, Kari Huhtamo
- 1970 : Paul Osipow
- 1971 : Juhani Harri, Antti Neuvonen
- 1973 : Timo Aalto, Matti Helenius[1], Kari Huhtamo
- 1974 : Paul Osipow, Anneli Sipiläinen, Veikko Lehtovaara
- 1975 : Antero Olin[1]
- 1977 : Veikko Nuutinen[1], Esa Riippa
- 1979 : Juho Karjalainen[2], Anneli Sipiläinen, Pentti Tulla
- 1980 : Hannu Hämäläinen, Harry Henriksson[1], Veikko Vionoja
- 1982 : Aimo Kanerva[1], Esa Laurema, Antti Louhisto
- 1983 : Jan Kenneth Weckman, Alice Kaira
- 1984 : Nina Terno, Taisto Rauta, Simo Helenius
- 1985 : Tapani Raittila, Jack Helen Brut
- 1986 : Rafael Wardi, Juha Tammenpää
- 1987 : Reijo Hukkanen[1], Kirsi Neuvonen, Hannu Väisänen
- 1988 : Kauko Räsänen, Heikki Alitalo
- 1989 : Kaarina Kaikkonen, Radoslaw Gryta
- 1992 : Henrietta Lehtonen, Kimmo Ojaniemi[1], Tuomo Blomqvist[3]

### Lauréat du prix sous sa nouvelle forme
- 1999 : Helena Hietanen
- 2000 : Jussi Heikkilä
- 2001 : Marja Kanervo
- 2002 : Miina Äkkijyrkkä
- 2003 : Tapani Mikkonen
- 2004 : Jan-Erik Andersson, Helinä Hukkataival
- 2005 : Jaakko Niemelä
- 2006 : Marjatta Tapiola, Arno Rafael Minkkinen[4]
- 2007 : Lauri Astala, Hannu Väisänen
- 2008 : Kristiina Uusitalo
- 2009 : IC-98 (Visa Suonpää et Patrik Söderlund)[réf. nécessaire]
- 2010 : Catarina Ryöppy[5]
- 2011 : Erkki Pirtola[6]
- 2012 : Rajataide ry[7]
- 2013 : Pilvi Takala[8]
- 2014 : Annu Vertanen[9]
- 2015 : Vesa-Pekka Rannikko[10]
- 2016 : Pauliina Turakka Purhonen[11]
- 2017 : Jyrki Siukonen[12]
- 2018 : Sasha Huber[13]